# Roberto Cimatti
Roberto Cimatti (Faenza, 18 luglio 1954) è un direttore della fotografia italiano.

## Biografia
Roberto Cimatti intraprende gli studi universitari presso il DAMS di Bologna, e, nel 1979, inizia la sua carriera nel settore cinematografico come aiuto operatore, assistente operatore e operatore di macchina. Durante questo periodo, ha l’opportunità di collaborare con importanti autori della fotografia cinematografica, tra cui Roberto Meddi, Franco Di Giacomo, Pasquale Rachini, Gualtiero Manozzi, Gianfranco Transunto, Agostino Castiglioni, Blasco Giurato, Franco Delli Colli, Roberto D'Ettorre Piazzoli, Giuseppe Lanci, Alessio Gelsini Torresi, Alessandro Pesci, Italo Petriccione, Pasquale Mari ed molti altri.
A partire dal 1989, realizza i suoi primi film come autore della fotografia cinematografica, lavorando nel corso degli anni con numerosi registi italiani, tra cui Nanni Moretti, Carlo Mazzacurati, Cinzia TH Torrini, Egidio Eronico, Roberto Andò, Roberto Nanni, Giuseppe Bertolucci, Gian Vittorio Baldi, Massimo Martelli, Giorgio Diritti, Giuseppe Piccioni, Felice Farina, Amir Naderi, Marco Turco, Carmine Elia e Anna Di Francisca.
Tra i lungometraggi di cui ha curato la fotografia, si annoverano L'uomo che verrà di Giorgio Diritti, vincitore del premio per il Miglior Film al Festival internazionale del film di Roma 2009 e Il vento fa il suo giro sempre diretto da Giorgio Diritti, girato con un approccio sperimentale. Ha inoltre lavorato a numerosi cortometraggi, tra cui Non dire gatto di Giorgio Tirabassi, premiato come Miglior Cortometraggio ai David di Donatello 2002, Cappello da marinaio di Giorgio Diritti.
Nel campo del documentario, ha firmato la fotografia di diverse opere, tra cui Il bravo gatto prende i topi vincitore del David di Donatello 2006 come Miglior Documentario di Lungometraggio, e Megalopolis di Francesco Conversano e Nene Grignaffini, premiato per la Migliore Fotografia al Rhode Island International Film Festival nel 2009.
Dal 2000 al 2023 è stato membro dell’AIC - Associazione Italiana Autori della Fotografia Cinematografica. 
Nel 2024 entra a far parte della neonata associazione Collettivo Chiaroscuro. 

## Filmografia parziale

### Direttore della fotografia
- Cappello da marinaio, regia di Giorgio Diritti - cortometraggio (1989)
- La cosa, regia di Nanni Moretti - documentario (1990)
- Se c'è rimedio perché ti preoccupi?, regia di Carlo Sarti (1994)
- For Webern, regia di Roberto Andò - documentario (1996)
- Punta Alberete, regia di Agostino Biavati - cortometraggio (1996)
- Testimonianze sulla Resistenza, regia di Gian Vittorio Baldi - documentario (1997)
- Fiabe metropolitane, regia di Egidio Eronico (1997)
- Finché c'è Ditta c'è speranza (1-2-3-4), regia di Bruno Nappi (1999-2001)
- Ricominciare, regia di Vincenzo Verdecchi (2000)
- Ponte Milvio, regia di Roberto Meddi (2000)
- L'ultima notte, regia di Massimo Vernocchi - cortometraggio (2000)
- Non dire gatto, regia di Giorgio Tirabassi - cortometraggio (2001)
- L'ultima rosa dell'estate, regia di Agostino Biavati - cortometraggio (2001)
- Davai bistre! Avanti! Presto!, regia di Mara Chiaretti - documentario (2001)
- Scalamara, regia di Giuseppe M. Gaudino - documentario (2001)
- Bandiera rossa e borsa nera, regia di Andrea Molaioli - documentario (2001)
- Ca cri do bo, regia di Susanna Nicchiarelli - documentario (2001)
- In nome del popolo italiano, regia di Valia Santella - documentario (2001)
- Antonio Ruju, vita di un anarchico sardo, regia di Roberto Nanni - documentario (2001)
- Il cineasta e il labirinto, regia di Roberto Andò - documentario (2002)
- Magomax, regia di Gian Vittorio Baldi - cortometraggio (2003)
- Segni particolari, regia di Giuseppe Bertolucci - documentario (2003)
- Elisa di Rivombrosa regia di Cinzia TH Torrini (2003)
- Il cinema ritrovato - Istruzioni per l'uso, regia di Giuseppe Bertolucci - documentario (2004)
- Le stagioni del cuore, regia di Antonello Grimaldi (2004)
- The Venetian Dilemma, regia di Richard Rifkind - documentario (2004)
- Kanzaman, regia di Barbara Galanti - documentario (2005)
- Atlante veneziano, regia di Francesco Conversano e Nene Grignaffini - documentario (2005)
- Buongiorno Cina, regia di Francesco Conversano e Nene Grignaffini - documentario (2005)
- Il vento fa il suo giro, regia di Giorgio Diritti (2005)
- Dove la bellezza non si annoia mai, regia di Francesco Conversano e Nene Grignaffini - documentario (2006)
- Canto per Cheikh, regia di Elisabetta Caracciolo - documentario (2006)
- Taccuino indiano, regia di Francesco Conversano e Nene Grignaffini - documentario (2006)
- Giorni in prova, regia di Daria Menozzi - documentario (2006)
- Il Bravo gatto prende i topi, regia di Francesco Conversano e Nene Grignaffini - documentario (2006)
- Indigeni della repubblica, regia di Francesco Conversano e Nene Grignaffini - documentario (2007)
- Partire, ritornare, regia di Francesco Conversano e Nene Grignaffini - documentario (2007)
- Noi due, regia di Enzo Papetti (2007)
- Megalopolis, regia di Francesco Conversano e Nene Grignaffini - documentario (2008)
- L'uomo che verrà, regia di Giorgio Diritti (2009)
- In Apnea, regia di Andrea Pedna - cortometraggio (2010)
- Storia di nessuno, regia di Manfredi Lucibello - cortometraggio (2010)
- Antonio Canova, regia di Enza Negroni - documentario (2010)
- Bar Sport, regia di Massimo Martelli (2011)
- Vado pazzo per le vacche, regia di Tommaso Magnano - cortometraggio (2011)
- Muri, regia di Francesco Conversano e Nene Grignaffini - documentario (2012)
- Il rosso e il blu, regia di Giuseppe Piccioni (2012)
- In viaggio con Cecilia, regia di Cecilia Mangini e Mariangela Barbanente - documentario (2013)
- Un giorno devi andare, regia di Giorgio Diritti (2013)
- Patria, regia di Felice Farina (2014)
- Monte, regia di Amir Naderi (2015)
- Sinuaria, regia di Roberto Carta - cortometraggio (2015)
- Milano 2015, regia di Giorgio Diritti - documentario (2015)
- Return to Spoon River, regia di Francesco Conversano e Nene Grignaffini - documentario (2015)
- Bologna 900, regia di Giorgio Diritti - documentario (2016)
- La prima meta, regia di Enza Negroni - documentario (2016)
- L'incontro, regia di Michele Mellara e Alessandro Rossi - cortometraggio (2017)
- La porta rossa, regia di Carmine Elia (2017-2019)
- Son morto che ero bambino, regia di Francesco Conversano e Nene Grignaffini - documentario (2017)
- Ci vuole un fisico, regia di Alessandro Tamburini (2018)
- Gli arcidiavoli, regia di Lorenzo Pullega - cortometraggio (2019)
- Mare fuori regia di Carmine Elia (2020)
- Questo è un uomo, regia di Marco Turco - docu-drama (2021)
- Sopravvissuti, regia di Carmine Elia (2022)
- Evelyne tra le nuvole, regia di Anna Di Francisca (2023)
- Un paese ci vuole. Zavattini, Luzzara e il Po, regia di Francesco Conversano e Nene Grignaffini - documentario (2024)

### Operatore di macchina

#### Film
- Sposi, regia di Pupi Avati, Cesare Bastelli, Felice Farina, Antonio Avati, Luciano Manuzzi, (1987)
- Stesso sangue, regia di Egidio Eronico (1988)
- Affetti speciali, regia di Felice Farina (1989)
- Voglia di rock, regia di Massimo Costa (1989)
- Ma non per sempre, regia di Marzio Casa (1991)
- Il portaborse, regia di Daniele Luchetti (1991)
- Felipe ha gli occhi azzurri, regia di Felice Farina (1991)
- Un'altra vita, regia di Carlo Mazzacurati (1992)
- Quando eravamo repressi, regia di Pino Quartullo (1992)
- Antelope Cobbler, regia di Antonio Falduto (1993)
- Condannato a nozze, regia di Giuseppe Piccioni (1993)
- Il toro, regia di Carlo Mazzacurati (1994)
- L'unico paese al mondo, regia di Francesca Archibugi, Antonio Capuano, Marco Tullio Giordana, Daniele Luchetti, Mario Martone, Carlo Mazzacurati, Nanni Moretti, Marco Risi, Stefano Rulli (1994)
- La seconda volta, regia di Mimmo Calopresti (1995)
- I buchi neri, regia di Pappi Corsicato (1995)
- Bidoni, regia di Felice Farina (1995)
- Escoriandoli, regia di Antonio Rezza (1996)
- Jack Frusciante è uscito dal gruppo, regia di Enza Negroni (1996)
- L'amore non ha confini, regia di Paolo Sorrentino (1998)
- Aprile, regia di Nanni Moretti (1998)
- Oscar per due, regia di Felice Farina (1998)
- Libero Burro, regia di Sergio Castellitto (1999)
- I fobici, regia di Giancarlo Scarchilli (1999)
- Nebbia in Valpadana, regia di Felice Farina (2000)

### Assistente operatore e Aiuto operatore

#### Film
- Augh! Augh!, regia di Marco Toniato (1981)
- La terza età, regia di Gian Vittorio Baldi (1981)
- La Guérilléra, regia di Pierre Kast (1982)
- Una gita scolastica, regia di Pupi Avati (1983)
- Noi tre, regia di Pupi Avati (1984)
- Impiegati, regia di Pupi Avati (1985)
- Festa di laurea, regia di Pupi Avati (1985)
- Blu cobalto, regia di Gianfranco Fiore (1985)
- Una domenica sì, regia di Cesare Bastelli (1985)
- Regalo di Natale, regia di Pupi Avati (1986)
- Ultimo minuto, regia di Pupi Avati (1987)

## Riconoscimenti
- Premio Ilaria Alpi 2013 - Premio migliore fotografia - Menzione Miran Hrovatin per "Muri", regia di Francesco Conversano e Nene Grignaffini
- Nastri d'argento 2013 - Candidatura come miglior fotografia per Un giorno devi andare, regia di Giorgio Diritti
- Nastri d'argento 2010 - Candidatura come miglior fotografia per L'uomo che verrà, regia di Giorgio Diritti
- Rhode Island International Film Festival 2008 - Miglior fotografia per “Megalopolis” (Los Angeles, San Paolo, Il Cairo, Karachi, Shenzhen, Tokyo), regia di Francesco Conversano e Nene Grignaffini
- Nastri d'argento 2008 - Candidatura come miglior fotografia per Il vento fa il suo giro, regia di Giorgio Diritti
- David di Donatello 2008 - Candidatura come miglior fotografia per Il vento fa il suo giro, regia di Giorgio Diritti
- 11th United Nations Association Film Festival - Stanford (California) - Candidatura come miglior fotografia per “Megalopolis” (Los Angeles, San Paolo, Il Cairo, Karachi, Shenzhen, Tokyo), regia di Francesco Conversano e Nene Grignaffini